# Jamaicakarakara
Jamaicakarakara (Caracara tellustris) är en förhistorisk utdöd fågel i familjen falkar inom ordningen falkfåglar. 

## Beskrivning
Jamaicakarakaran beskrevs 2008 utifrån fossila ben funna i Skeleton Cave i grottsystemet Jackson's Bay Cave på sydkusten av Portland Ridge. Den tros ha bebott torra skogar på södra delen av ön. Jamaicakarakaran var mycket stor för sitt släkte och hade tillbakabildade vingar, så pass att den kan ha varit flygoförmögen. Fågeln tros ha levt på marken rätt likt afrikanska sekreterarfågeln, där den sprang ifatt byten som reptiler, små däggdjur och stora insekter.

## Utdöende
Fågeln är endast känd från förhistoriska subfossila benlämningar, men kan ha överlevt tills relativt nyligen. Troligen dog den ut av den habitatförändring européerna orsakade efter ankomsten till Västindien, förvärrat av predation från invasiva djur.